# Piperacetazina
La piperacetazina è una fenotiazina caratterizzata da una catena laterale piperidinica con proprietà generali simili a quelle della clorpromazina, ma caratterizzata da una maggiore potenza.
Viene somministrata per via orale in dosi comprese tra i 20 e i 160 mg/die nel trattamento della schizofrenia, tuttavia, al giorno d'oggi, tale farmaco è poco usato.

## Effetti collaterali
Gli effetti collaterali principali sono vertigini, secchezza delle fauci e aumento di peso e sono direttamente correlati al dosaggio e alla durata del trattamento.